# Tomasz Zan

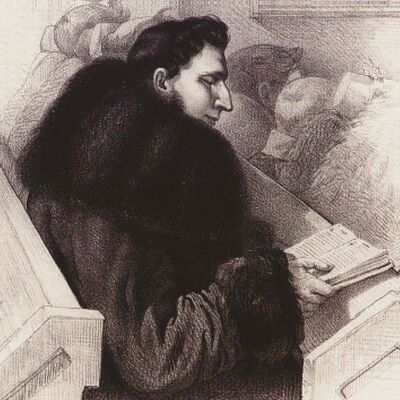
Tomasz Zan, fragment rysunku R. Żukowskiego

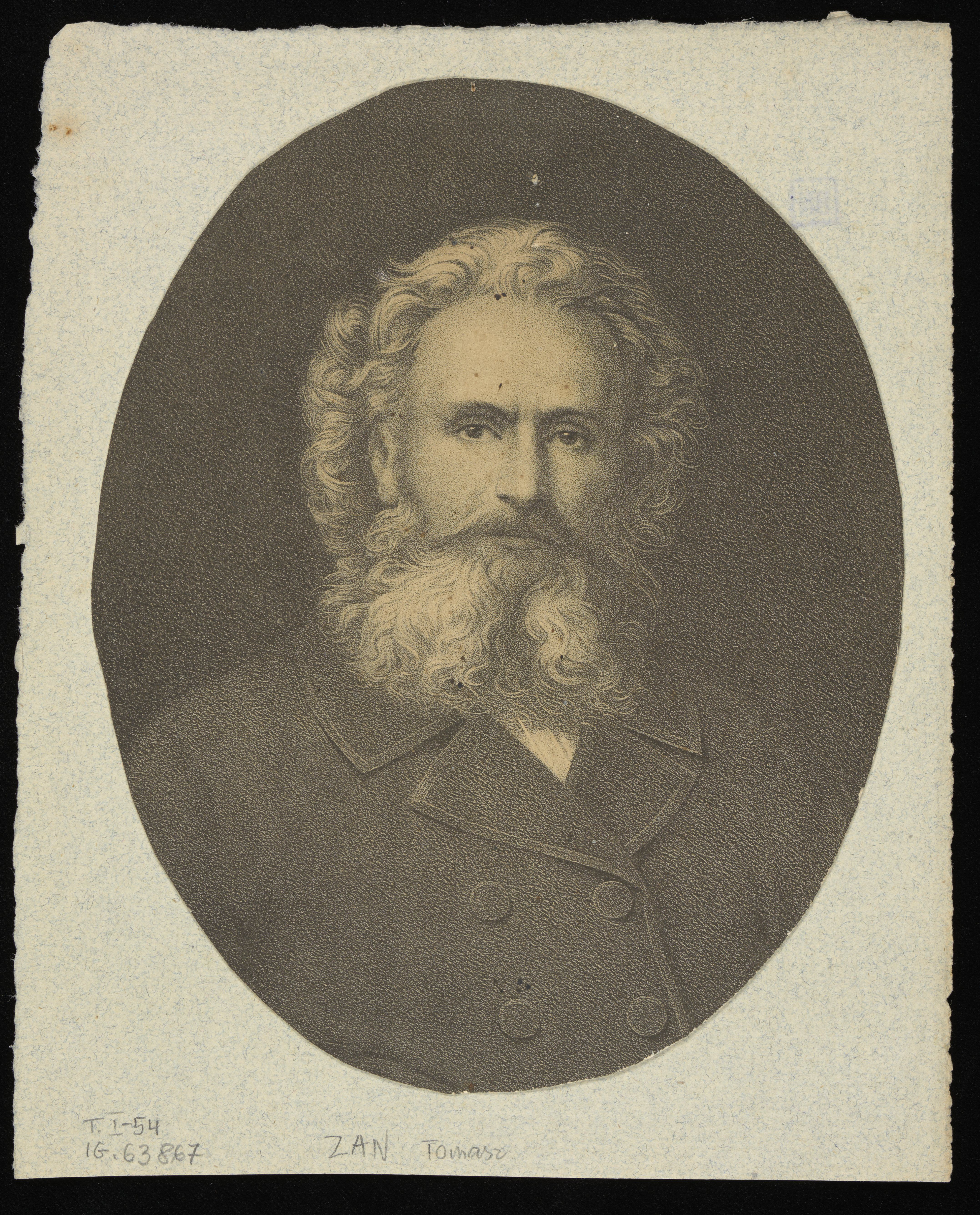
Tomasz Zan - Grafika, 1853

Tomasz Zan (ur. 21 grudnia 1796 w Miasocie, zm. 19 lipca 1855 w Kochaczynie pod Orszą) – polski poeta, badacz minerałów i przyrodnik. Syn Karola Zana.

## Rodzina
W 1846 ożenił się z Brygidą Świętorzecką, z którą miał czterech synów: Wiktora, Abdona (ur. 30.7.1849), Klemensa (ur. 23.11.1852) i Stanisława (zmarły w 1854 r. w niemowlęctwie). Abdona (właściciela Poniemunia) zastrzelono w niewyjaśnionych okolicznościach na grobie ojca, Klemensa (adwokata z Wilna związanego z konspiracyjną organizacją rosyjską Ziemla i Wola) zastrzeliła carska Ochrana w pociągu w okolicach Wilna. Jego wnuczką była Kazimiera Iłłakowiczówna, a prawnukami – Helena Stankiewicz („pani na Berżenikach”, działaczka społeczna, autorka wspomnień i wierszy) oraz Tomasz Zan (konspirator i żołnierz AK).

## Życiorys
Nauki pobierał najpierw przez 5 lat (od 1807 r.) w gimnazjum w Mińsku, następnie w Mołodecznie, a od 1815 roku na Cesarskim Uniwersytecie Wileńskim, gdzie studiował na wydziale matematyczno-fizycznym (nie zdał do Seminarium Nauczycielskiego). Podczas egzaminów wstępnych poznał Adama Mickiewicza. Jako student był korepetytorem syna Kazimierza Kontryma, w którego domu mieszkał.
Współzałożyciel Towarzystwa Filomatów utworzonego 1 października 1817 r. i jego przewodniczący na wydziale matematyczno-fizycznym, założyciel Związku Promienistych w 1820 r., w latach 1820-1823 prezes Zgromadzenia Filaretów, członek Towarzystwa Szubrawców. W maju 1821 r. na zaproszenie Jana Chodźko został przyjęty do wileńskiej loży „Szkoła Sokratesa”.
Za działalność w tych stowarzyszeniach został skazany na rok ciężkiego więzienia w Orenburgu, a następnie na zesłanie, gdzie przebywał w latach 1824–1837. W 1829 r. został asystentem Aleksandra von Humboldta, pod którego kierunkiem prowadził badania meteorologiczne. W Orenburgu wraz z Aleksandrem Chodżką założył muzeum historyczno-przyrodnicze z kolekcją eksponatów geologicznych (nazywany był „poszukiwaczem kamieni”). Podróżował po Uralu i  Kazachstanie, badając roślinność, klimat i geografię. Odkrył pola złotonośne po wschodniej stronie gór Uralu. Rękopisy mapy geologicznej sporządzonej przez Zana i jego prace o złożach minerałów znajdują się do dzisiaj w archiwach w Orenburgu. W latach 1837–1841 pracował jako bibliotekarz w Instytucie Geologicznym w Petersburgu. W 1841 r. powrócił do Wilna, gdzie otrzymał posadę w Głównym Urzędzie Korpusu Inżynierów Górniczych.
17 czerwca 1847 kupił od Adolfa Dobrowolskiego majątek Kakowczyn, który przemianował na Kochaczyn. Osada liczyła 103 poddanych.
Tomasz Zan zmarł na zapalenie opon mózgowych w Kochaczynie i został pochowany w Smolanach koło Orszy, gdzie spoczęli również: jego żona (zm. 25 sierpnia 1900) oraz synowie Abdon i Stanisław.

## Twórczość literacka
Autor jambów imieninowych, trioletów, ballad (m.in. Cyganka) sielanek, elegii (m.in. Pożegnanie, które według tradycji skłoniło Mickiewicza do porzucenia stylu klasycystycznego). Pisał również utwory satyryczne; najbardziej znany to poemat heroikomiczny Zgon tabakiery (1817-1818).

## Upamiętnienie
- W Pruszkowie znajduje się liceum jego imienia.
- We Wschowie woj. lubuskie również znajduje się liceum im. Tomasza Zana[6].
- Jest patronem ulic w Białymstoku (Wygoda), Częstochowie, Lublinie, Przemyślu, Łodzi, Krakowie (Podgórze Duchackie), Poznaniu (Stare Miasto), Szczecinie (Pogodno), Szczecinku, Ostrowie Wielkopolskim oraz Warszawie (Grochów). Na Litwie, w Wilnie, w okresie międzywojennym, znajdowała się ulica Tomasza Zana[7].